# Casone di Sorgane
Il Casone di Sorgane è un edificio storico di Firenze, situato in via Tagliamento 16, nella periferia sud-ovest della città.

## Storia
Appartenne ai Tebalducci, ai Gugliaferri e ai Malispini: forse fu proprio tra quegli edifici della piana di Ripoli che i ghibellini distrussero ai guelfi Malispini dopo la battaglia di Montaperti. Nel Quattrocento era dei Giacomini Tebalducci, che lo tennero fino al 1622 quando passò a Mariotto di Niccolò Geppi. Nel Settecento fu dei Miniati, poi dal 1764 dei Sassi-Landini e infine del musicista don Lorenzo Perosi, proprietario anche della vicina villa Giusti.
A metà degli anni Cinquanta, in una situazione di forte degrado, il Casone e i terreni circostanti furono acquistati dall'INA/Casa, per realizzarvi un nuovo quartiere di edilizia popolare. Dopo varie vicissitudini l'edificio fu vincolato dalla Soprintendenza nel 1960, anche se nel 1962 fu approvato il piano regolatore dell'architetto Edoardo Detti che destinò il Casone a edificio scolastico e mise in opera nei poderi circostanti la creazione del moderno quartiere della case popolari di Sorgane. Privato del contesto originario, l'edificio storico fu anche snaturato demolendo la casa colonica collegata al corpo principale e realizzando una costruzione moderna di "modestissima qualità architettonica" (Gerini). 
Sul finire degli anni Settanta, in concomitanza di un rifiorire di interesse verso gli edifici storici cittadini promosso anche dall'ex-sindaco Piero Bargellini, risorse l'interesse verso il Casone, che nel 1981 entrò a far parte del patrimonio del Comune e, in seguito allo sgombero di alcuni occupanti abusivi, fu oggetto di un completo restauro, che ebbe luogo dal 1983, su progetto redatto dall'architetto Riccardo Geri. Dal 1986 è sede della Scuola di Scienze Aziendali.

## Descrizione
Nel 1907 Guido Carocci ricordò questa villa, col nome di "Giacomini" o "la Pergola", quale edificio che aveva ormai perduto i caratteri di dimora signorile restando, semiabbandonata, ad uso degli agricoltori della zona. Nonostante il cattivo stato di conservazione dell'edificio, ne rilevava però come "serba[sse] ancora tutti i caratteri di un antico e ricco palagio". Effettivamente nell'aspetto massiccio e robusto si coglie ancora oggi la conformazione tipica delle dimore signorili fortificate tra XII e inizio del XIII secolo, con una torre probabilmente scapitozzata dopo la battaglia o comunque rovinata, e spesse mura merlate (sebbene i merli odierni siano frutto di un restauro successivo) a chiudere il complesso come un fortilizio. 
Vi si accedeva da un portale che un tempo si trovava sopraelevato rispetto al terreno, con una scala in pietra antistante. 
Al Seicento risale la sua trasformazione ad uso agricolo, anziché militare, mutandone lo sviluppo da prevalentemente verticale a orizzontale. Viene ribassato tutto il complesso di un piano e viene creato il cortile interno, porticato su un lato e con archi ribassati su pilastri ottagonali in laterizio. La nuova scala per il piano nobile andò a coprire alcune aperture archiacute (di cui è stata messa in luce l'originaria struttura in pietra), proiettandosi verso il piano superiore con uno slanciato arco rampante.
Risale solo al primo Novecento la parete merlata, che inglobò pittorescamente un'altra casa colonica verso sud. 